# Medicinska dijagnoza
Medicinska dijagnoza postupak je utvrđivanja koja bolest ili stanje objašnjava simptome i znakove osobe. Najčešće se naziva dijagnoza s implicitnim medicinskim kontekstom. Podaci potrebni za dijagnozu obično se prikupljaju iz anamneze i fizičkog pregleda osobe koja traži medicinsku pomoć. Često se jedan ili više dijagnostičkih postupaka, kao što su medicinski testovi, rade tijekom procesa. Ponekad se posmrtna dijagnoza smatra nekom vrstom medicinske dijagnoze.
Dijagnoza je često izazovna jer su mnogi znakovi i simptomi nespecifični. Na primjer, crvenilo kože (eritem), samo po sebi, znak je mnogih poremećaja i stoga ne govori zdravstvenom djelatniku što nije u redu. Stoga se mora provesti diferencijalna dijagnoza, u kojoj se uspoređuje i suprotstavlja nekoliko mogućih objašnjenja. To uključuje korelaciju različitih informacija nakon čega slijedi prepoznavanje i razlikovanje obrazaca. Povremeno je proces olakšan znakom ili simptomom (ili skupinom njih nekoliko) koji je patognomoničan.
Dijagnoza je glavna komponenta postupka posjeta liječniku. Sa stajališta statistike, dijagnostički postupak uključuje klasifikacijske testove.
Dijagnoza se, u smislu dijagnostičkog postupka, može smatrati pokušajem klasifikacije stanja pojedinca u zasebne i različite kategorije koje omogućuju donošenje medicinskih odluka o liječenju i prognozi. Potom se dijagnostičko mišljenje često opisuje u smislu bolesti ili drugog stanja. 
Niti jednim službenim propisom nije definirano kojim jezikom bi dijagnoze trebalo pisati, a kod nas i dalje ostaje praksa pisanja latinskim.